# Simon Edvinsson
Simon Edvinsson, född 5 februari 2003 i Onsala, Hallands län, är en svensk professionell ishockeyspelare (back) som just nu spelar för Detroit Red Wings i NHL.